# Kappazismus
Unter Kappazismus (von griechisch kappa) versteht man eine Lautbildungsstörung des Lautes 'k'. Hierbei wird der Laut nicht korrekt gebildet (Dyslalie) oder ganz durch einen anderen, (sprach)entwicklungsgeschichtlich älteren Laut ersetzt (Paralalie), beispielsweise 't'. Ist der 'k'-Laut der einzige betroffene Laut, kann seine fehlerhafte Aussprache bis zum Alter von etwa fünf Jahren akzeptiert werden. Liegen gleichzeitig weitere Lautbildungsstörungen vor, sollte eine Therapie entsprechend früher einsetzen.